# Dniproreservoaren
Dniproreservoaren (ukrainska: Дніпровське водосховище), eller Dneprreservoaren, även kallad Zaporizjzjareservoaren (Запорізьке водосховище), är ett vattenmagasin i floden Dnepr i Ukraina. Det är den näst nedersta reservoaren längs flodens lopp och anlades 1932, i samband med bygget av Ukrainas största vattenkraftverk, DniproHES vid staden Zaporizjzja i dess södra ände. Därifrån sträcker den sig 129 km uppströms till staden Dnipro.
Just nedanför Dnipro ansluter vänsterbifloden Samara, som vid sin mynning utvidgades till Samaraviken (Самарська затока), tidigare kallad Leninsjön, i samband med uppdämningen.
Vid anläggandet av reservoaren höjdes vattennivån nära 38 meter. Maxdjupet är 62 meter, medan medeldjupet ligger kring 8 meter. Medelbredden är 3,2 km, vilket med en längd på 129 km ger en yta på drygt 410 km² och en volym på cirka 3,3 km³.